# Pichidegua
Pichidegua este un târg și comună din provincia Cachapoal, regiunea O'Higgins, Chile, cu o populație de 18.225 locuitori (2012) și o suprafață de 320 km2.